# Björn Axelsson
Björn Christer Axelsson, född 12 juli 1948 i Tierps församling i Uppsala län, död 19 april 2021, var en svensk ekonom och professor i företagsekonomi vid Handelshögskolan i Stockholm.
Björn Axelsson blev ekonomie doktor 1981 då han vid Uppsala universitet disputerade på avhandlingen Wikmanshyttans uppgång och fall. Han blev 1998 professor i företagsekonomi, särskilt marknadsföring, vid Internationella Handelshögskolan i Jönköping.
Axelsson var professor i företagsekonomi 2002–2003  och innehade Olof A Söderbergs professur i företagsekonomi från 2003, båda vid Handelshögskolan i Stockholm. Han innehade rotationsprofessuren SILF:s professur i inköp och supply chain management 2005–2009.
Björn Axelsson är gravsatt på Ärentuna kyrkogård.